# Ivan Rakitić
Ivan Rakitić (født 10. marts 1988 i Rheinfelden, Schweiz) er en kroatisk-schweizisk fodboldspiller, der spiller som midtbanespiller hos den saudiarabiske klub Al-Shabab FC, som han skiftede til i 2024.
Inden sit ophold i Sevilla havde Rakitić spillet sine første senior år i schweiziske FC Basel.

## Landshold
Rakitić spillede 106 kampe og scorede 15 mål for Kroatiens landshold, som han debuterede for den 8. september 2007 i et opgør mod Estland. Han repræsenterede efterfølgende sit land ved EM i 2008.

## Klubkarriere

### FC Basel
Efter at have tilbragt kort tid på FC Basels ungdomshold, tog Rakitić det store skridt mod at gøre sin førsteholds debut for FC Basel den 29. september 2005 under UEFA Cup udekampe i Široki Brijeg . Han fik sin første Schweiziske Super League kamp den 15. april 2006 i Basel's udekampe mod Neuchâtel Xamax. Selv om disse to kampe var de eneste, han spillede i løbet af sin første professionelle sæson med Basel, gik han efter at etablere sig på førsteholdet. Hans anden sæson, hvor han scorede 11 mål i 33 Super League optrædener.Han fik ni UEFA Cup-optrædener i løbet af hans anden senior sæson og han blev også kåret til bedste unge spiller i Super League i 2006-07 samt med modtagelsen af den schweiziske »Goal of the Year" prisen for et imponerende mål, han scorede mod FC St. Gallen.

### Schalke 04
Efter en imponerende karriere som teenager, blev Rakitić igen hyldet af de store europæiske klubber, som gav udtryk for interesse i hans unge evner. Han underskrev en kontrakt med tyske Schalke 04 den 22. juni 2007. Han blev opdaget af deres head coach, Mirko Slomka, som en erstatning for den Brasilianske midtbanespiller Lincoln, der forlod klubben til fordel for Galatasaray.
Han fik sin debut for Schalke den 21. juli 2007 mod Karlsruher. Den 5. august 2007 scorede Rakitić sit første konkurrencemæssige mål for sin nye klub i deres 9-0 udebanesejr over Eintracht Trier i første runde af DFB-Pokalen.

### Sevilla
I januar 2011 skrev Rakitić under på en 4½ årig kontrakt med spanske Sevilla FC.

### FC Barcelona
Den 1. juli 2014 skrev Rakitić under på en 5-årig kontrakt med spanske FC Barcelona.